# Черитон (Вірджинія)
Черитон (англ. Cheriton) — місто (англ. town) в США, в окрузі Нортгемптон штату Вірджинія. Населення — 486 осіб (2020).

## Географія
Черитон розташований за координатами 37°17′41″ пн. ш. 75°58′2″ зх. д. / 37.29472° пн. ш. 75.96722° зх. д. (37.294674, -75.967266).  За даними Бюро перепису населення США в 2010 році місто мало площу 2,70 км², з яких 2,67 км² — суходіл та 0,03 км² — водойми.

## Демографія
Згідно з переписом 2010 року, у місті мешкало 487 осіб у 211 домогосподарстві у складі 127 родин. Густота населення становила 180 осіб/км².  Було 243 помешкання (90/км²).
Расовий склад населення:
| - 66,5 % — білих - 28,7 % — чорних або афроамериканців - 0,8 % — корінних американців - 2,5 % — осіб інших рас |

До двох чи більше рас належало 1,4 %. Частка іспаномовних становила 6,2 % від усіх жителів.
За віковим діапазоном населення розподілялося таким чином: 22,0 % — особи молодші 18 років, 58,9 % — особи у віці 18—64 років, 19,1 % — особи у віці 65 років та старші. Медіана віку мешканця становила 45,3 року. На 100 осіб жіночої статі у місті припадало 81,0 чоловіків;  на 100 жінок у віці від 18 років та старших — 74,3 чоловіків також старших 18 років.
Середній дохід на одне домашнє господарство  становив 40 584 долари США (медіана — 33 359), а середній дохід на одну сім'ю — 50 048 доларів (медіана — 45 278). За межею бідності перебувало 18,8 % осіб, у тому числі 22,5 % дітей у віці до 18 років та 13,5 % осіб у віці 65 років та старших.
Цивільне працевлаштоване населення становило 207 осіб. Основні галузі зайнятості: роздрібна торгівля — 16,4 %, мистецтво, розваги та відпочинок — 14,0 %, освіта, охорона здоров'я та соціальна допомога — 12,1 %, сільське господарство, лісництво, риболовля — 10,6 %.